# Уотсон, Уильям (учёный)
 Уильям Уотсон  (англ. William Watson; 3 апреля 1715, Лондон — 10 мая 1787, Лондон) — английский врач и учёный.

## Биография
Родился и умер в Лондоне. Его ранние работы были посвящены ботанике. Он способствовал знакомству Англии с работой Карла Линнея. В 1741 году стал членом Королевского общества, а в 1772 году его вице-президентом. В 1746 году он доказал, что электроёмкость Лейденской банки может быть увеличена путём покрытия её изнутри и снаружи свинцовой фольгой. В том же году он предположил, что два вида электричества — «стеклянное» и «смоляное» — открытые Дюфре, в действительности являлись избытком (положительным зарядом) и недостатком (отрицательным зарядом) одной текучей среды, которую он назвал электрическим эфиром, при этом величина электрического заряда оставалась неизменной. Он признавал, что одновременно с ним эта же теория была разработана Бенджамином Франклином. Позже они стали союзниками в научных и политических вопросах.